# 石井冨士夫
石井 冨士夫（いしい ふじお、1940年8月25日 - 2022年10月17日）は、静岡県伊東市出身のプロゴルファー。

## 生涯
名門・川奈ホテルゴルフコースを経て、中学卒業後の1959年に18歳でプロテストに合格。
1961年に九州で戦後初めて開催された日本プロでは初日、生憎の雨でスタートが1時間遅れ、グリーンの所々に水溜りが出来るという悪コンディションの中、林由郎と共にパープレーの72で4位タイに着けた。
1963年の報知プロ新人、1965年の関東プロでは今井昌雪、1966年には習志野ミリオンで海野憲二を抑えて優勝。
1968年には西日本サーキット下関シリーズでは石井朝夫・細石憲二・中村寅吉と並んでの2位タイ、長崎国際シリーズでは能田・村上隆と並んでの3位タイに入った。第1回ロレックストーナメントでは河野光隆と共に村上の2位タイに入り、瀬戸内海サーキット岡山では杉原輝雄をプレーオフで下して優勝。
1969年の日本オープンでは初日にドライバーが凄く当たり、池が張り出した難しい8番パー3で30cmに着けるなどショット全般が好調で、能田征二と1打差2位タイで並んだ。
1970年の関東プロでは今井・三浦勝利・河野高明・佐々木勝を抑えて優勝。第1回東海クラシックでは謝敏男（中華民国）と内田繁の優勝争いかと思われた最終日、終盤にバーディを量産して69をマークし、謝敏とのプレーオフに持ち込んで、男子初代チャンピオンの栄冠に輝いた。優勝賞金360万円と副賞のトヨタ・コロナMARKⅡハードトップGSSを手にし、女子優勝のサンドラ・パーマー（アメリカ）にウィナーズジャケットを着せかけた。
1972年のロレックスクラシックには初日を橘田規と並んでの4位タイでスタートし、最終日は青木功・安田春雄と並んでの3位タイに入った。
1973年の太平洋クラブマスターズでは日本勢で尾崎将司・青木・金井清一に次ぎ、呂良煥（中華民国）、スクリー・オンシャム（タイ）と並んでの8位タイに入った。
1975年、初めて海外で開催された日本のトーナメント「クイリマ&タカヤマ・クラシック」に出場し、初日に石井裕士とペアを組んだダブルスでは鷹巣南雄&金井清一ペアと並んでの首位タイでスタート。2日目には朝から15m前後の強風が海側から吹き荒れ、時折、南国特有の豪雨も混じる最悪のコンディションの中で鈴村照男&鈴村久ペアと並んでの3位タイに着ける 。
当時にしては珍しく、衣料メーカーと契約を交わし、派手なウエアと明るい人柄で人気を集めた。
1997年に日本プロゴルフ協会会長に就任し、1999年にツアー部門が独立する形で日本ゴルフツアー機構が設立された後、辞任。
2022年10月17日午前7時48分、前立腺癌のため東京都中央区の病院で死去。享年82。

## 主な優勝
- 1963年 - 報知プロ新人
- 1965年 - 関東プロ
- 1966年 - 習志野ミリオン
- 1968年 - 瀬戸内海サーキット岡山
- 1970年 - 東海クラシック、関東プロ

## 表彰歴
- 2006年　文部科学大臣憲章